# Brookston (Minnesota)
Brookston és una població dels Estats Units a l'estat de Minnesota. Segons el cens del 2000 tenia 98 habitants.

## Demografia
Segons el cens del 2000, Brookston tenia 98 habitants, 38 habitatges, i 28 famílies. La densitat de població era de 67,6 habitants per km².
Dels 38 habitatges en un 31,6% hi vivien nens de menys de 18 anys, en un 52,6% hi vivien parelles casades, en un 10,5% dones solteres, i en un 23,7% no eren unitats familiars. En el 18,4% dels habitatges hi vivien persones soles el 7,9% de les quals corresponia a persones de 65 anys o més que vivien soles. El nombre mitjà de persones vivint en cada habitatge era de 2,58 i el nombre mitjà de persones que vivien en cada família era de 2,93.
Per edats la població es repartia de la següent manera: un 29,6% tenia menys de 18 anys, un 7,1% entre 18 i 24, un 32,7% entre 25 i 44, un 12,2% de 45 a 60 i un 18,4% 65 anys o més.
L'edat mediana era de 33 anys. Per cada 100 dones de 18 o més anys hi havia 86,5 homes.
La renda mediana per habitatge era de 32.917 $ i la renda mediana per família de 40.625 $. Els homes tenien una renda mediana de 40.625 $ mentre que les dones 18.750 $. La renda per capita de la població era de 14.009 $. Cap de les famílies i el 5,3% de la població estaven per davall del llindar de pobresa.

## Poblacions més properes
El següent diagrama mostra les poblacions més properes.